# 龙泽站

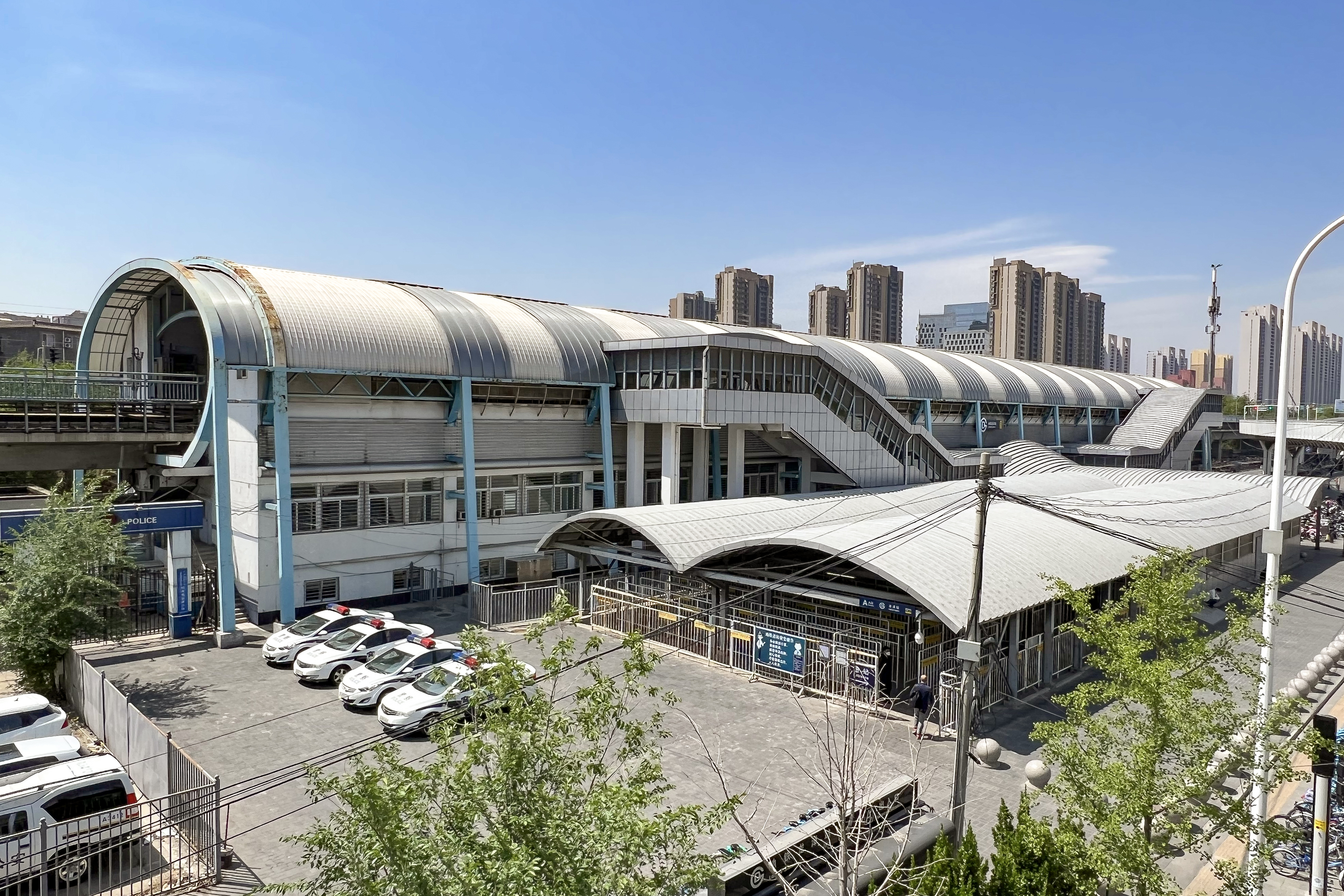
站房；图片左下角部分区域现已被还建龙泽站工地占用

龙泽站是一个位于中国北京市昌平区回龙观街道与龙泽园街道交界同成街、双沙铁路与京藏高速公路交叉口东側，属于北京地铁13号线的地铁车站。

## 位置
这个站位于八達嶺高速公路東北面。

## 结构

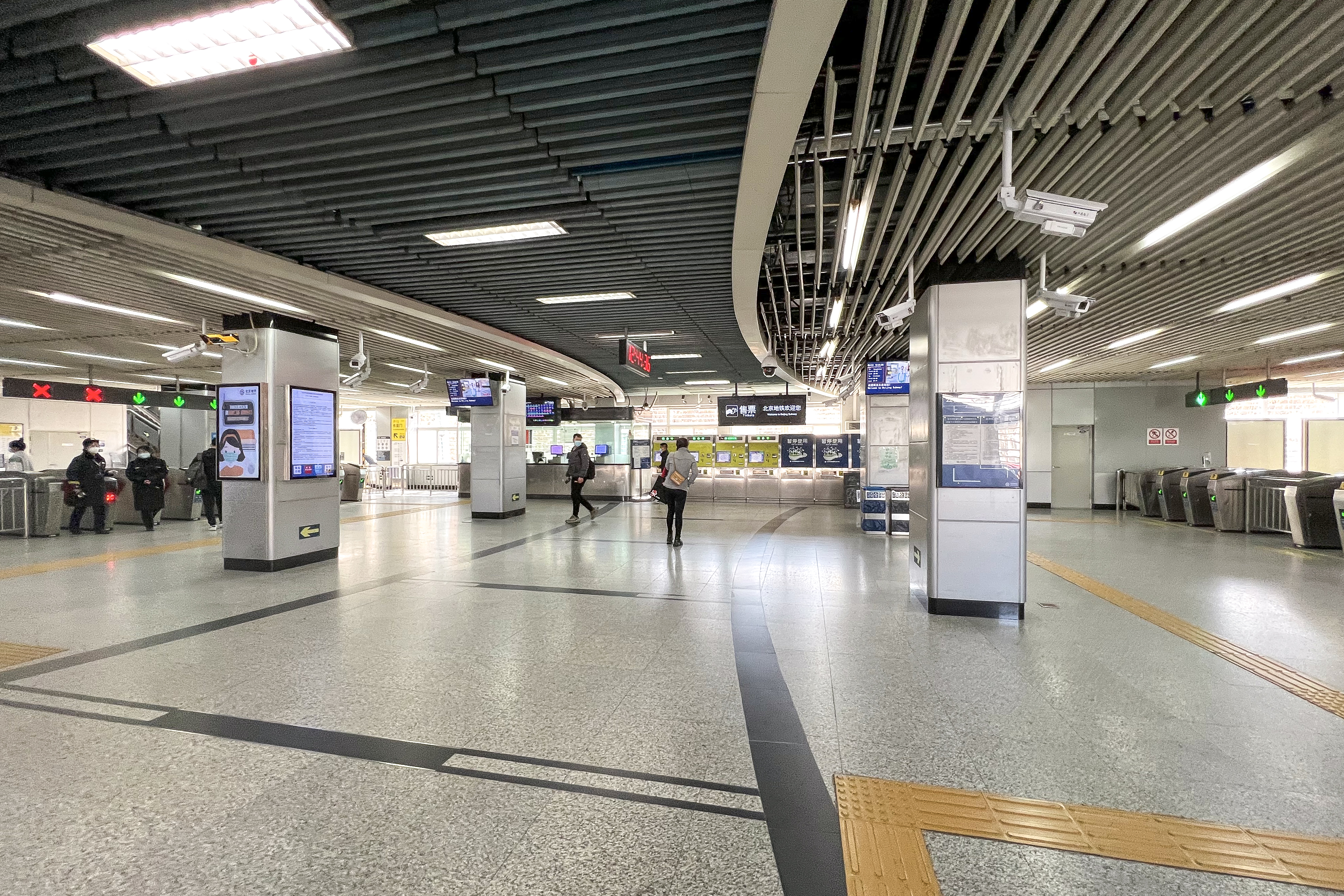
站厅

本站为两层高架车站，一层为站厅，二层为站台。
| 地上二层 站台层 | 侧式站台，右側開门         | 侧式站台，右側開门     |
| 地上二层 站台层 | █ 13号线往西直门（西二旗） |                        |
| 地上二层 站台层 | █ 13号线往东直门（回龙观） |                        |
| 地上二层 站台层 | 侧式站台，右側開门         |                        |
| 地上一层 站厅层 | 站厅                       | 自动售票机、进出站闸机 |
| 地面            | 站厅                       | A出入口、安全检查      |

## 出口
這個站有1個出口：A北
|                           |        |                  |      |            |
| 编号                      | 指示   | 建议前往的目的地 | 图片 | 無障礙設施 |
| 出口 · A · 轮椅升降台标志 | 同成街 | 龙泽苑西区       |      |            |
| 註： 設有輪椅升降台       |        |                  |      |            |

## 问题
自13号线开通以来，由于接驳公交线路不足等原因，龙泽站周边长期存在非法营运车辆揽客的问题。此外，龙泽站出入口前的通道时常被售卖食品的商贩以一些自行车、电瓶车挤占。

## 未来发展
随着13号线拆分方案的实施，由于线路拨接等原因，龙泽站新址将向现址东侧偏北位置移动，并改为地下一层（局部地下两层）12米岛式车站:93，同时在双沙铁路南侧设置出入口。还建龙泽站工程为13号线扩能提升工程土建施工17合同段的一部分。
由于还建龙泽站工程占用场地，北京公交集团原龙泽公交场站于2023年8月22日停用。万佳通客运龙泽场站也已于2024年3月26日停用，此后亦被用于还建龙泽站工地。2025年8月18日，北京市规划和自然资源委员会发布地名公告，将“还建龙泽站”的正式名称定为龙泽站。

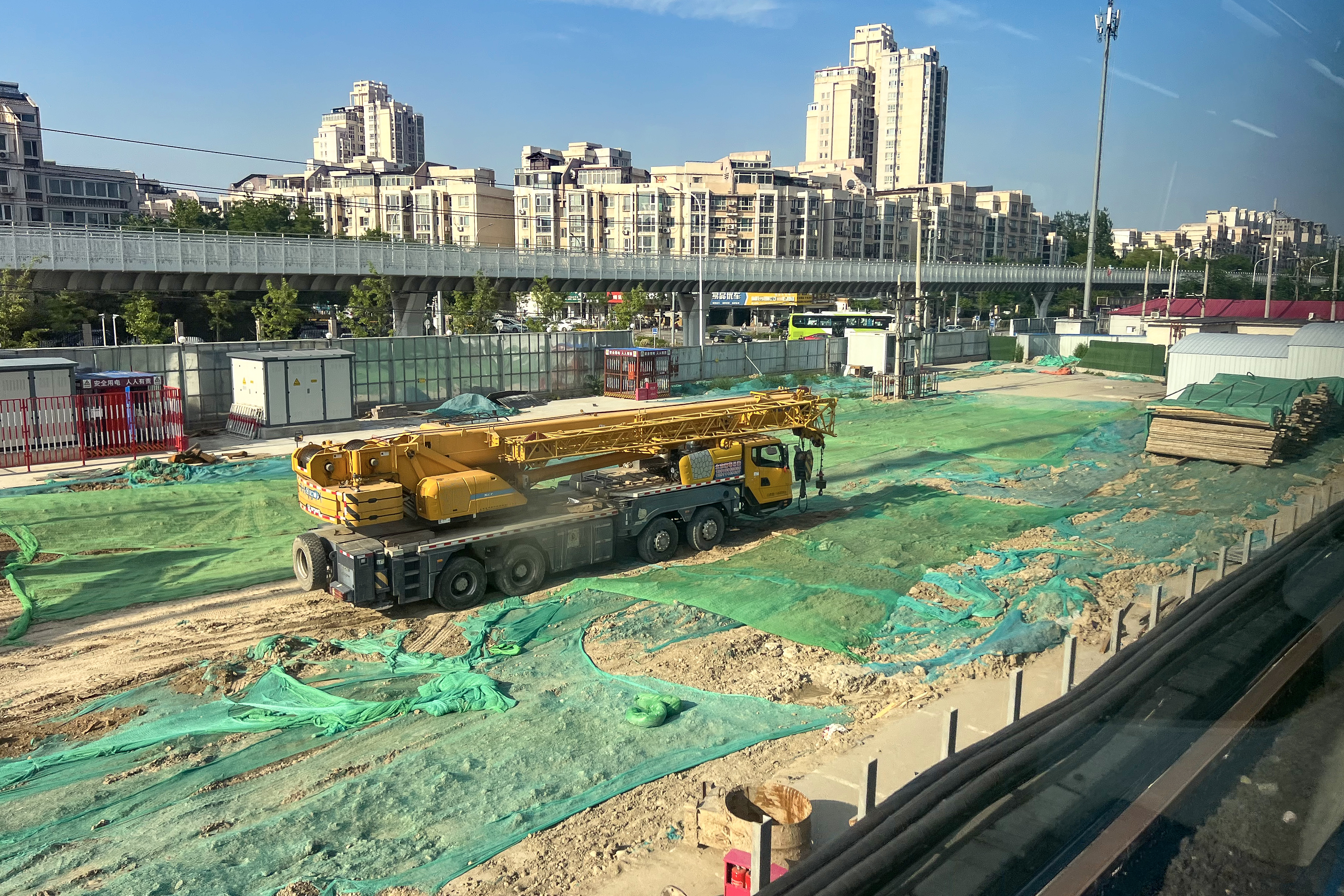
还建龙泽站工地（2024年5月28日摄）
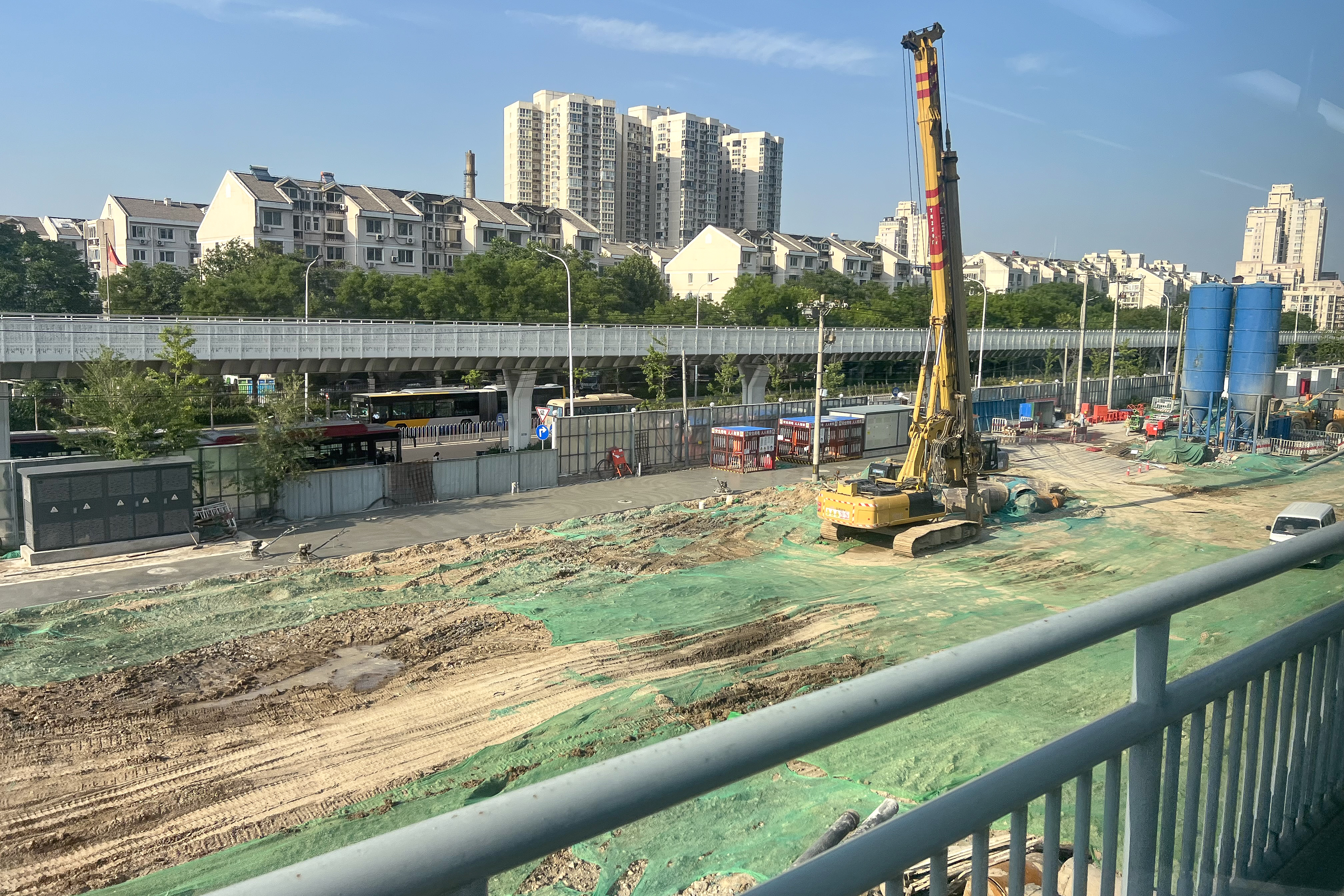
还建龙泽站工地（2024年5月28日摄）
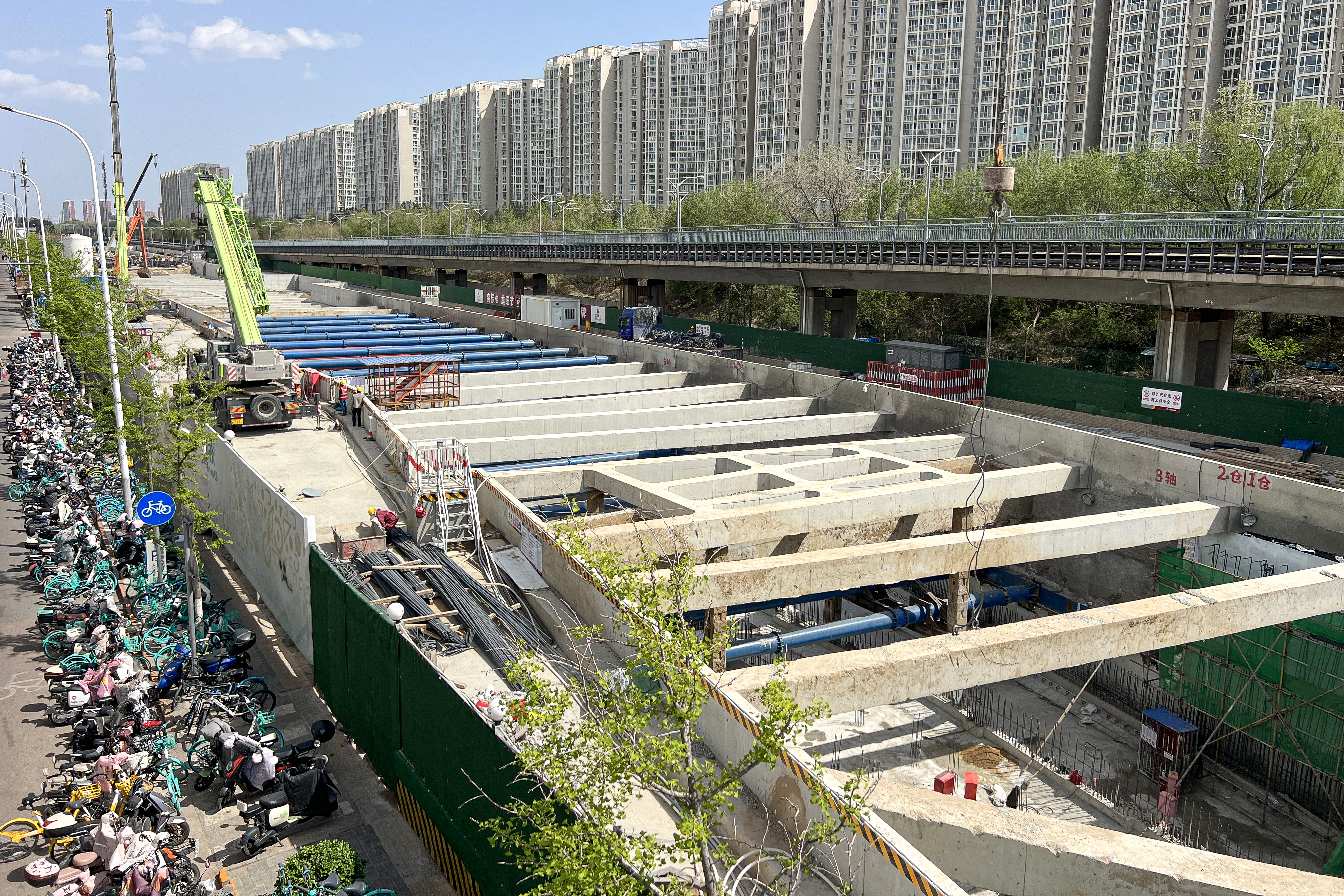
还建龙泽站工地（2025年4月17日摄）
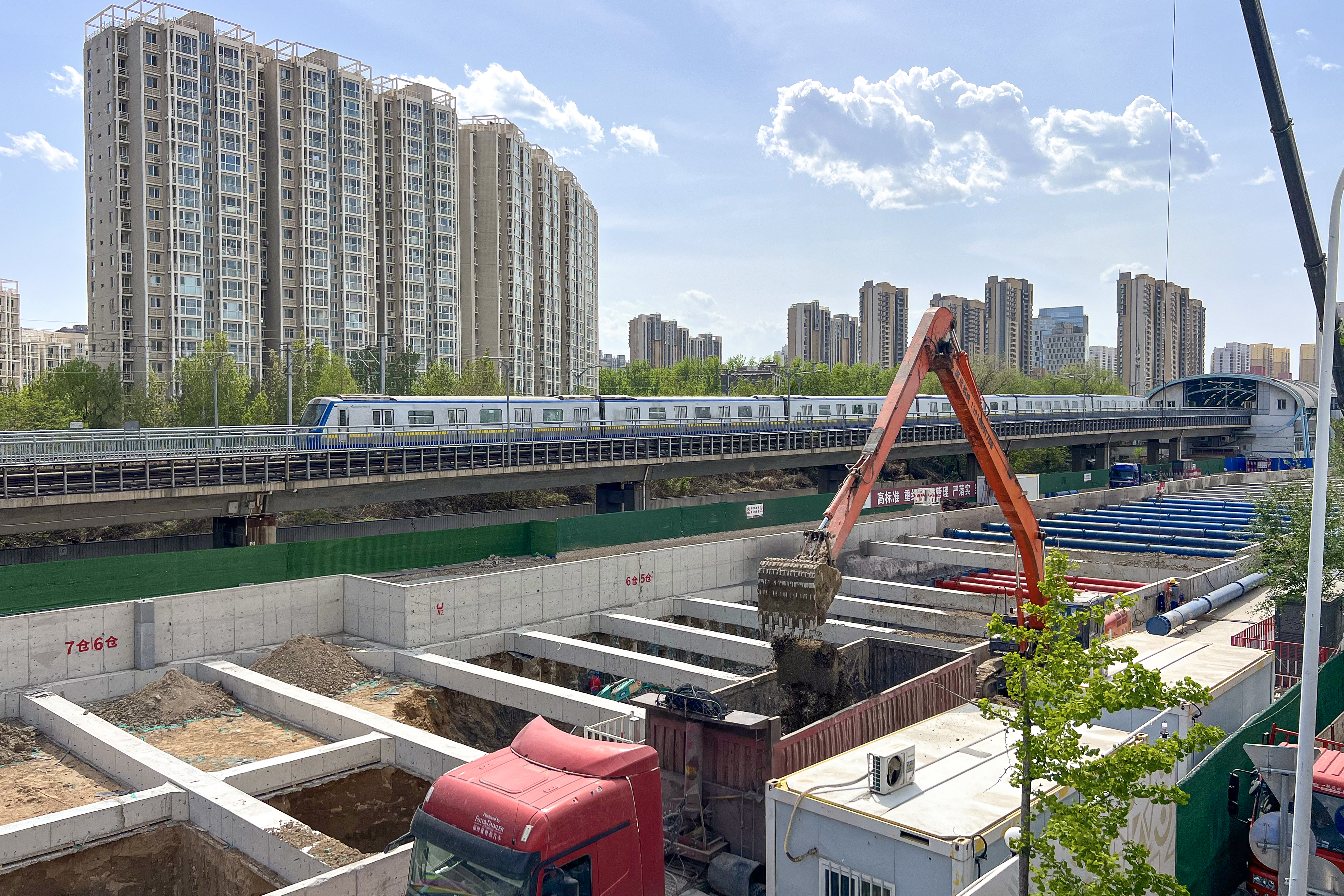
还建龙泽站工地（2025年4月17日摄）
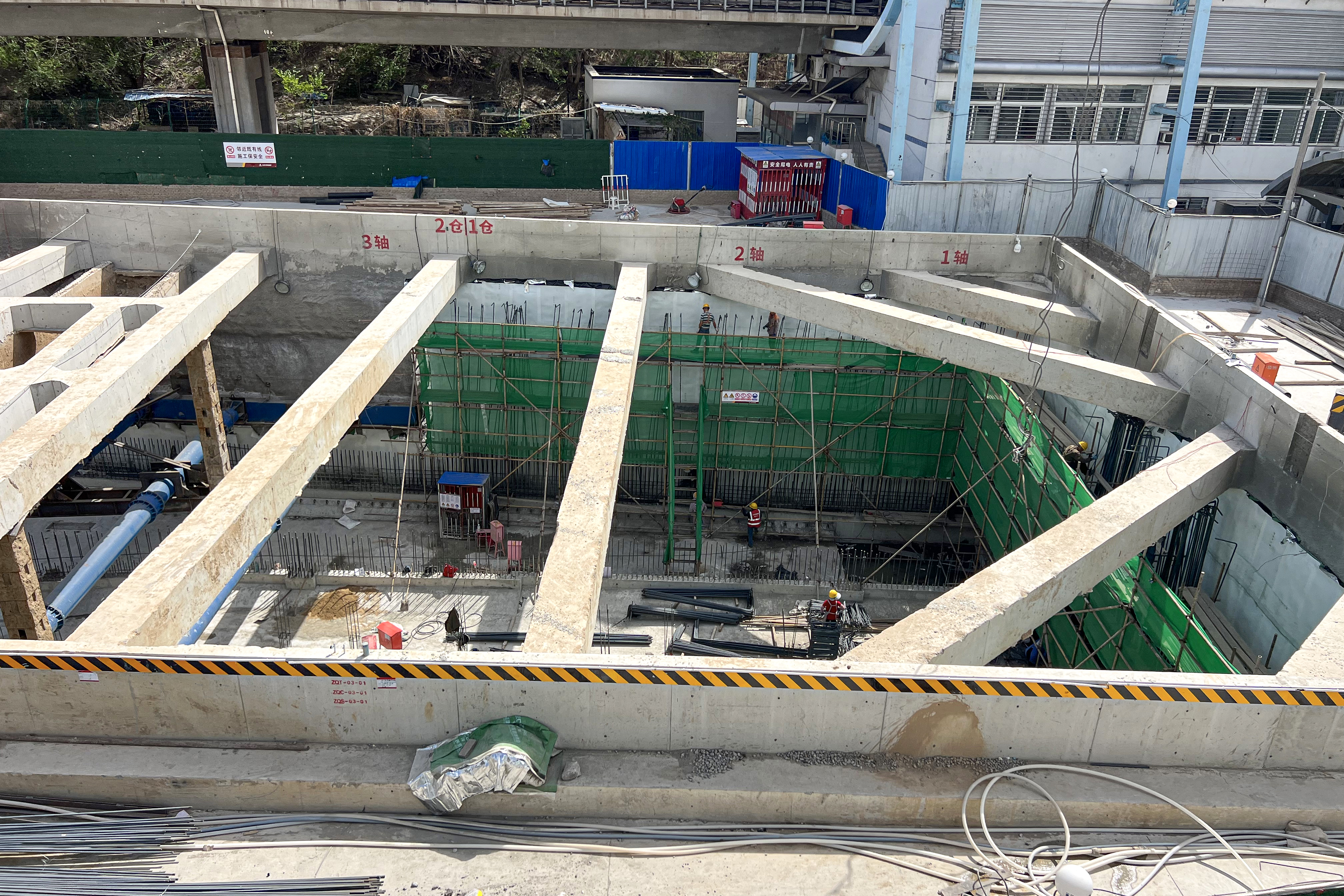
还建龙泽站工地紧邻既有龙泽站